# Plaza de España (Agaña)
La plaza de España está situada en el centro de Agaña, la capital del territorio dependiente de los Estados Unidos de Guam, fue el lugar donde se encontraba el Palacio de los Gobernadores durante largo periodo en que era España. La mayor parte del palacio fue destruido durante el bombardeo sobre Agaña durante la reconquista estadounidense de Guam en la Segunda Guerra Mundial. Hay tres estructuras aún en pie incluyendo la puerta de tres arcos del Almacén (Arsenal), la Azotea o porche de atrás, y la casa de chocolate. La plaza fue incluida en el Registro Nacional de Lugares Históricos en 1974.
En medio de Agaña, estos amplios terrenos y ruinas españolas se utilizaron para establecer el Palacio del Gobernador desde 1734 hasta la invasión de la Segunda Guerra Mundial. Las estructuras que sobreviven o fueron restauradas incluyen la Azotea, la casa de Chocolate, el cuarto de herramientas, los Muros españoles, entre otras. El Palacio del Gobernador albergaba la oficina y residencia del gobernador español. Fue totalmente destruido en 1944 durante la recaptura de Guam. Sin embargo, algunas porciones de sus cimientos aún pueden verse.
El Palacio del Gobernador, llamado Casa Gobierno bajo el dominio español, fue reconstruido en 1885 para sustituir a la estructura original construida en 1736.